# Liste der Kulturdenkmale in Lehmkuhlen
In der Liste der Kulturdenkmale in Lehmkuhlen sind alle Kulturdenkmale der schleswig-holsteinischen Gemeinde Lehmkuhlen (Kreis Plön) und ihrer Ortsteile aufgelistet (Stand: 10. März 2025).

## Legende
In den Spalten befinden sich folgende Informationen:
- Objekt-ID: die Nummer des Kulturdenkmales
- Lage: die Adresse des Kulturdenkmales und die geographischen Koordinaten. Kartenansicht, um Koordinaten zu setzen. In der Kartenansicht sind Kulturdenkmale ohne Koordinaten mit einem roten Marker dargestellt und können in der Karte gesetzt werden. Kulturdenkmale ohne Bild sind mit einem blauen Marker gekennzeichnet, Kulturdenkmale mit Bild mit einem grünen Marker.
- Offizielle Bezeichnung: Bezeichnung des Kulturdenkmales
- Beschreibung: die Beschreibung des Kulturdenkmales
- Bild: ein Bild des Kulturdenkmales

## Sachgesamtheiten
| Objekt-ID      | Lage                                                                         | Offizielle Bezeichnung | Beschreibung | Bild |
| -------------- | ---------------------------------------------------------------------------- | ---------------------- | --- | ---- |
| 39493          | An der Kapelle 2a (54° 13′ 17″ N, 10° 22′ 40″ O)                             | Gasthof zur Linde      | Gasthof zur Linde; 19. Jh., Ende 19. Jh.; im Ortsteil Lepahn gelegenes Ensemble aus Gasthof zur Linde, Traufpflaster, zwei Nebengebäuden und Lindenreihe - Begründung: geschichtlich, städtebaulich, Kulturlandschaft prägend - Schutzumfang: Gasthof zur Linde, Traufpflaster, zwei Nebengebäude, Lindenreihe                                                                                      | BW   |
| 40272 Wikidata | Forsthaus Bredeneek 1, 2, Forsthaus Bredeneek (54° 15′ 31″ N, 10° 17′ 55″ O) | Forsthaus Bredeneek    | Forsthaus Bredeneek; 1887; unmittelbar südlich des Gutes Bredeneek gelegene ehem. Gutsförsterei mit Försterwohnhaus und zwei rückwärtigen kleinen Wirtschaftsgebäuden - Begründung: geschichtlich, Kulturlandschaft prägend - Schutzumfang: Forsthaus, nördlicher Wirtschaftsgebäude, westliches Wirtschaftsgebäude                                                                                 | BW   |
| 40275          | Gärtnerei Bredeneek 1, 1-3, 2 (54° 15′ 42″ N, 10° 18′ 15″ O)                 | ehem. Gutsgärtnerei    | ehem. Gutsgärtnerei; um 1900; Ensemble aus Wohnhaus, Einfriedungsmauer, Fläche der ehem. Gutsgärtnerei und Bredeneeker Kamelie - Begründung: geschichtlich, Kulturlandschaft prägend - Schutzumfang: Wohnhaus der ehem. Gutsgärtnerei (Gärtnerei Bredeneeck 1), Bredeneeker Kamelie (Gärtnerei Bredeneeck 2), Fläche der ehem. Gutsgärtnerei, Mauer um die Gutsgärtnerei (Gärtnerei Bredeneeck 1-3) | BW   |
| 39512          | Zum Meierhof 16 (54° 14′ 4″ N, 10° 22′ 46″ O)                                | Hof Marienwarder       | Hof Marienwarder; 1880, 20. Jh.; ehem. Meierhof des Guts Lehmkuhlen, Ensemble aus Wohnhaus, Kuhstall, Scheune, Hofplatz/Rondell, Lindenreihe und Lindenallee - Begründung: geschichtlich, städtebaulich, Kulturlandschaft prägend - Schutzumfang: Wohnhaus, Kuhstall, Scheune, Hofplatz, Rondell, Lindenreihe, Lindenallee                                                                          | BW   |

## Bauliche Anlagen
| Objekt-ID      | Lage                                                    | Offizielle Bezeichnung           | Beschreibung | Bild            |
| -------------- | ------------------------------------------------------- | -------------------------------- | --- | --------------- |
| 4938 Wikidata  | Am Schloß Bredeneek 1 (54° 15′ 39″ N, 10° 17′ 54″ O)    | Marstall                         | Alteintragung (Aktualisierung vorgesehen) - Begründung: Alteintragung (Aktualisierung vorgesehen) - Schutzumfang: Alteintragung (Aktualisierung vorgesehen) - Denkmaltyp: Bauliche Anlage | Fotos hochladen |
| 4939 Wikidata  | Am Schloß Bredeneek 2 (54° 15′ 43″ N, 10° 18′ 4″ O)     | Verwalter- oder Bedienstetenhaus | Alteintragung (Aktualisierung vorgesehen) - Begründung: Alteintragung (Aktualisierung vorgesehen) - Schutzumfang: Alteintragung (Aktualisierung vorgesehen) - Denkmaltyp: Bauliche Anlage | BW              |
| 606 Wikidata   | Am Schloß Bredeneek 3 (54° 15′ 48″ N, 10° 18′ 0″ O)     | Schloss Bredeneek                | Alteintragung (Aktualisierung vorgesehen) - Begründung: Alteintragung (Aktualisierung vorgesehen) - Schutzumfang: Alteintragung (Aktualisierung vorgesehen) - Denkmaltyp: Bauliche Anlage | Fotos hochladen |
| 9402 Wikidata  | Am Schloß Bredeneek 3 (54° 15′ 48″ N, 10° 18′ 5″ O)     | Eiskeller                        | Alteintragung (Aktualisierung vorgesehen) - Begründung: Alteintragung (Aktualisierung vorgesehen) - Schutzumfang: Alteintragung (Aktualisierung vorgesehen) - Denkmaltyp: Bauliche Anlage | BW              |
| 9401 Wikidata  | Am Schloß Bredeneek 3 (54° 15′ 43″ N, 10° 18′ 6″ O)     | Toranlage                        | Alteintragung (Aktualisierung vorgesehen) - Begründung: Alteintragung (Aktualisierung vorgesehen) - Schutzumfang: Alteintragung (Aktualisierung vorgesehen) - Denkmaltyp: Bauliche Anlage | BW              |
| 4941 Wikidata  | Forsthaus Bredeneek 1 (54° 15′ 30″ N, 10° 17′ 58″ O)    | Forsthaus                        | ehemaliges Forsthaus; 1887; eingeschossiger Backsteinbau mit Drempel und pfannengedecktem Satteldach, Mittelachse durch Risalit zweigeschossig hervorgehoben, mit Freigespärre und Veranda mit Schnitzwerk - Begründung: geschichtlich, Kulturlandschaft prägend - Schutzumfang: gesamtes Objekt - Denkmaltyp: Bauliche Anlage, Sachgesamtheit: Forsthaus Bredeneek | Fotos hochladen |
| 20809 Wikidata | Gut Lehmkuhlen (54° 13′ 42″ N, 10° 21′ 11″ O)           | Denkmal Cosmos von Milde         | Alteintragung (Aktualisierung vorgesehen) - Begründung: Alteintragung (Aktualisierung vorgesehen) - Schutzumfang: Alteintragung (Aktualisierung vorgesehen) - Denkmaltyp: Bauliche Anlage | BW              |
| 4942           | Gärtnerei Bredeneek 1 (54° 15′ 45″ N, 10° 18′ 18″ O)    | Wohnhaus der ehem. Gutsgärtnerei | Wohnhaus der ehem. Gutsgärtnerei; nach 1900; zweigeschossiger, villenartiger Putzbau im Heimatschutzstil mit Fachwerk unter Schopfwalmdach - Begründung: geschichtlich, Kulturlandschaft prägend - Schutzumfang: gesamtes Objekt - Denkmaltyp: Bauliche Anlage, Sachgesamtheit: ehem. Gutsgärtnerei                                                                 | BW              |
| 27400          | Gärtnerei Bredeneek 1 - 3 (54° 15′ 39″ N, 10° 18′ 7″ O) | Mauer um die Gutsgärtnerei       | Mauer um die ehem. Gutsgärtnerei; um 1900; etwa 300 Meter lan-ge, repräsentative Einfriedungsmauer aus Backstein nach Westen und Norden | BW              |
| 4937           | Preetzer Straße 7 (54° 14′ 57″ N, 10° 18′ 43″ O)        | Landarbeiterkate                 | Landarbeiterkate; Anfang 19. Jh.; langgestreckter, eingeschossiger Fachwerkbau in Traufenstellung auf hohem Backsteinsockel mit reetgedecktem Walmdach - Begründung: geschichtlich, städtebaulich, Kulturlandschaft prägend - Schutzumfang: gesamtes Objekt - Denkmaltyp: Bauliche Anlage                                                                           | BW              |
| 4916           | Schulstraße 21 (54° 12′ 8″ N, 10° 21′ 54″ O)            | Schule                           | Schule; 1949, Architekt Ernst Prinz; eingeschossiger traufständiger Backsteinbau im schlichten Heimatschutzstil mit Satteldach und zwei Zwerchhäusern nach Osten, mit bauzeitlichem Nebengebäude - Begründung: geschichtlich, städtebaulich, Kulturlandschaft prägend - Schutzumfang: Schule, Nebengebäude - Denkmaltyp: Bauliche Anlage                            | BW              |
| 4925 Wikidata  | Ulmenallee 1 (54° 13′ 13″ N, 10° 22′ 8″ O)              | Kate                             | Alteintragung (Aktualisierung vorgesehen) - Begründung: Alteintragung (Aktualisierung vorgesehen) - Schutzumfang: Alteintragung (Aktualisierung vorgesehen) - Denkmaltyp: Bauliche Anlage | BW              |
| 4926 Wikidata  | Ulmenallee 1 (54° 13′ 14″ N, 10° 22′ 8″ O)              | Stall                            | Alteintragung (Aktualisierung vorgesehen) - Begründung: Alteintragung (Aktualisierung vorgesehen) - Schutzumfang: Alteintragung (Aktualisierung vorgesehen) - Denkmaltyp: Bauliche Anlage | BW              |
| 4927 Wikidata  | Ulmenallee 2 (54° 13′ 14″ N, 10° 22′ 9″ O)              | Kate                             | Alteintragung (Aktualisierung vorgesehen) - Begründung: Alteintragung (Aktualisierung vorgesehen) - Schutzumfang: Alteintragung (Aktualisierung vorgesehen) - Denkmaltyp: Bauliche Anlage | BW              |
| 4928 Wikidata  | Ulmenallee 2 (54° 13′ 14″ N, 10° 22′ 9″ O)              | Stall                            | Alteintragung (Aktualisierung vorgesehen) - Begründung: Alteintragung (Aktualisierung vorgesehen) - Schutzumfang: Alteintragung (Aktualisierung vorgesehen) - Denkmaltyp: Bauliche Anlage | BW              |
| 4922 Wikidata  | Ulmenallee 3 (54° 13′ 15″ N, 10° 22′ 5″ O)              | ehem. Witwenhaus                 | Alteintragung (Aktualisierung vorgesehen) - Begründung: Alteintragung (Aktualisierung vorgesehen) - Schutzumfang: Alteintragung (Aktualisierung vorgesehen) - Denkmaltyp: Bauliche Anlage | BW              |
| 4923 Wikidata  | Ulmenallee 3 (54° 13′ 15″ N, 10° 22′ 5″ O)              | Stall                            | Alteintragung (Aktualisierung vorgesehen) - Begründung: Alteintragung (Aktualisierung vorgesehen) - Schutzumfang: Alteintragung (Aktualisierung vorgesehen) - Denkmaltyp: Bauliche Anlage | BW              |
| 4924 Wikidata  | Ulmenallee 3 (54° 13′ 15″ N, 10° 22′ 5″ O)              | Stall                            | Alteintragung (Aktualisierung vorgesehen) - Begründung: Alteintragung (Aktualisierung vorgesehen) - Schutzumfang: Alteintragung (Aktualisierung vorgesehen) - Denkmaltyp: Bauliche Anlage | BW              |
| 4919           | Zum Meierhof 16 (54° 14′ 5″ N, 10° 22′ 49″ O)           | Wohnhaus                         | Wohnhaus; 1898; eingeschossiger Backsteinbau auf winkelförmigem Grundriss unter Satteldächern, Hoffront von 13 Achsen mit zweigeschossigem Mittelrisalit - Begründung: geschichtlich, städtebaulich, Kulturlandschaft prägend - Schutzumfang: gesamtes Objekt - Denkmaltyp: Bauliche Anlage, Sachgesamtheit: Hof Marienwarder                                       | BW              |

## Gründenkmale
| Objekt-ID      | Lage                                                | Offizielle Bezeichnung             | Beschreibung | Bild                             |
| -------------- | --------------------------------------------------- | ---------------------------------- | --- | -------------------------------- |
| 5570 Wikidata  | Am Schloß Bredeneek 3 (54° 15′ 48″ N, 10° 18′ 0″ O) | Landschaftspark                    | Alteintragung (Aktualisierung vorgesehen) - Begründung: geschichtlich, Kulturlandschaft prägend - Schutzumfang: gesamtes Objekt - Denkmaltyp: Gründenkmal                                                           | Fotos hochladen                  |
| 8063 Wikidata  | Gut Lehmkuhlen (54° 13′ 36″ N, 10° 21′ 7″ O)        | Arboretum Lehmkuhlen               | Alteintragung (Aktualisierung vorgesehen) - Begründung: geschichtlich, wissenschaftlich, künstlerisch, Kulturlandschaft prägend - Schutzumfang: Arboretum Lehmkuhlen, Teiche im Arboretum - Denkmaltyp: Gründenkmal | weitere Fotos \| Fotos hochladen |
| 20807 Wikidata | Gut Lehmkuhlen (54° 13′ 34″ N, 10° 21′ 11″ O)       | Kastanienallee                     | Alteintragung (Aktualisierung vorgesehen) - Begründung: geschichtlich, Kulturlandschaft prägend - Schutzumfang: gesamtes Objekt - Denkmaltyp: Gründenkmal                                                           | BW                               |
| 20808 Wikidata | Gut Lehmkuhlen (54° 13′ 38″ N, 10° 21′ 7″ O)        | Gartenallee (Blutbuchen)           | Alteintragung (Aktualisierung vorgesehen) - Begründung: geschichtlich, Kulturlandschaft prägend - Schutzumfang: gesamtes Objekt - Denkmaltyp: Gründenkmal                                                           | BW                               |
| 20810 Wikidata | Gut Lehmkuhlen (54° 13′ 45″ N, 10° 21′ 0″ O)        | Familienbegräbnisstätte von Donner | Alteintragung (Aktualisierung vorgesehen) - Begründung: geschichtlich - Schutzumfang: gesamtes Objekt - Denkmaltyp: Gründenkmal                                                                                     | BW                               |

## Quelle
- Liste der Kulturdenkmale in Schleswig-Holstein – Kreis Plön (PDF)

- Karte mit allen Koordinaten:
- OSM |
- WikiMap